# Basílica de Santa María Asunta (Atri)
La basílica concatedral de la Asunción de María (en italiano: Basilica Concattedrale di S. Maria Assunta) o simplemente catedral de Atri es una catedral católica construida en estilo románico dedicada a la Asunción de María en la ciudad de Atri, provincia de Teramo, región de Abruzos, Italia.
Fue desde 1251, la sede episcopal de la diócesis de Atri (posteriormente Penni-Atri) y desde 1986 es la co-catedral de la Diócesis de Teramo-Atri. Fue declarada una basílica menor en 1964.
La iglesia actual, consagrada en 1223, fue construida sobre una anterior. Otras reconstrucciones ocurrieron durante los siguientes dos siglos. La sobria fachada de piedra blanca de Istria tiene un gran portal del Maestro Rainaldo de estilo gótico y un gran rosetón con un nicho y una figura de la Virgen y el niño. El muro sur tiene tres portales: el de la izquierda que data de 1305 fue el que completó Rainaldo; el central de 1288 con esculturas de leones y símbolos de la dinastía Angevin es de Raimondo di Poggio; Y el que esta la derecha, data 1302, es también obra del mismo autor.

## Véase también

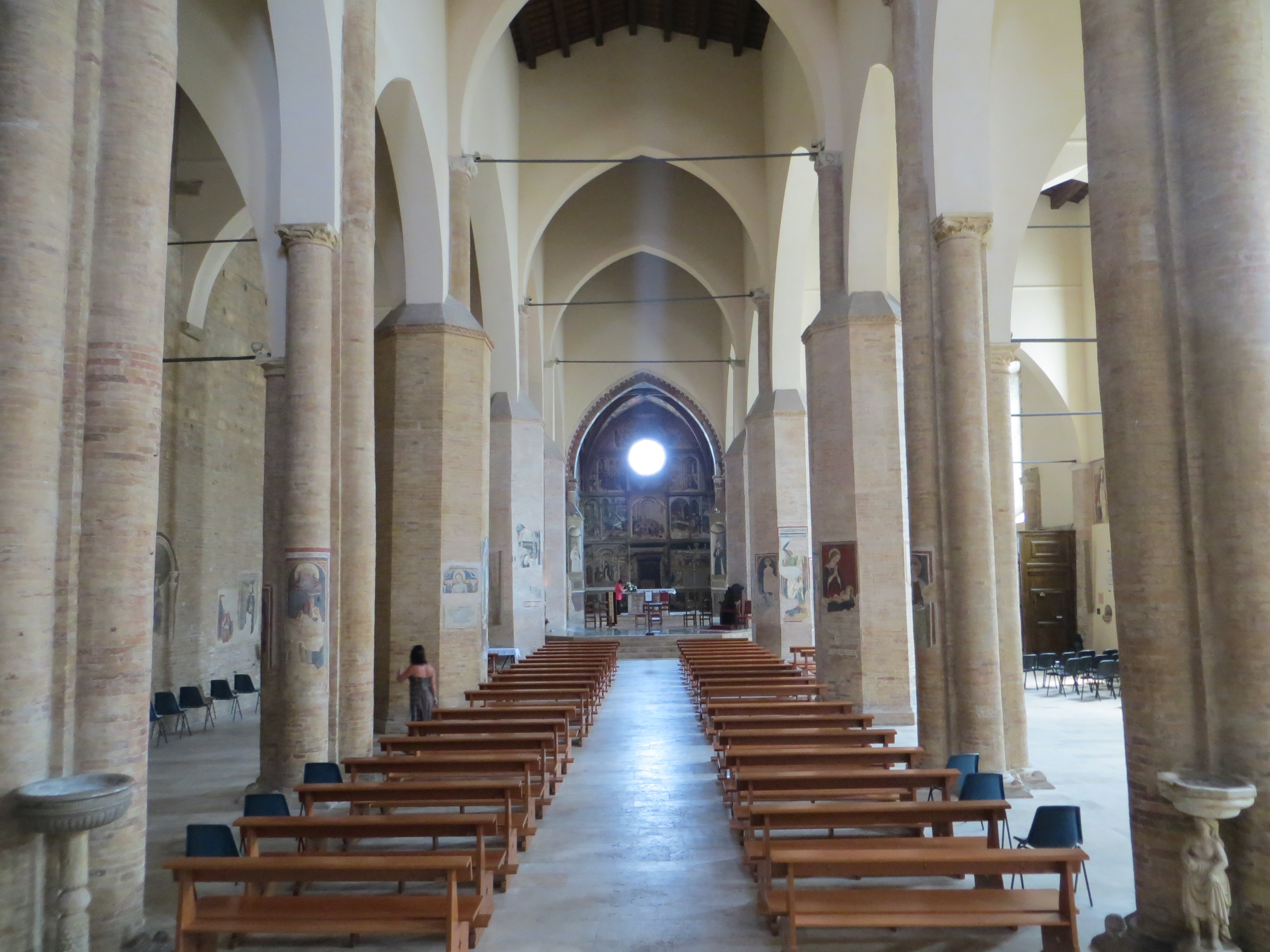
Vista interna